# Bill Carollo

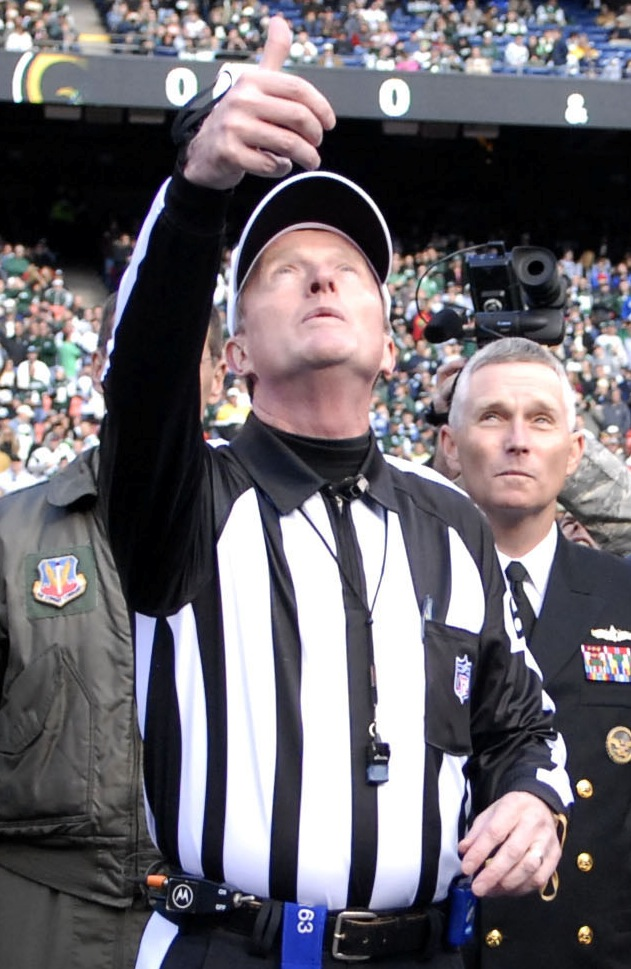
Bill Carollo (2008)

William F. „Bill“ Carollo (* 27. November 1951 in Brookfield, Wisconsin) ist ein ehemaliger US-amerikanischer Schiedsrichter im American Football, der von der Saison 1989 bis 2008 in der NFL tätig war. Er war Schiedsrichter des Super Bowls XXXVII und trug die Uniform mit der Nummer 63.

## Karriere

### College Football
Vor dem Einstieg in die NFL arbeitete er als Schiedsrichter im College Football in der Big Ten Conference.

### National Football League
Carollo begann im Jahr 1989 seine NFL-Laufbahn als Field Judge. Nachdem die Schiedsrichter Red Cashion und Howard Roe ihren Rücktritt bekannt gegeben hatte, wurde er zur NFL-Saison 1997 zum Hauptschiedsrichter ernannt.
Er war insgesamt bei zwei Super Bowls als Offizieller im Einsatz: Beim Super Bowl XXX im Jahr 1996 war er Side Judge der Crew unter der Leitung von Hauptschiedsrichter Red Cashion, den Super Bowl XXXVII leitete er als Hauptschiedsrichter. Zudem war er Schiedsrichter des Pro Bowl 2008.
Nach seinem Rücktritt als Hauptschiedsrichter ernannte die NFL Don Carey als Nachfolger.
Carollo wurde im Jahr 2008 mit dem Art McNally Award und im Jahr 2015 mit dem NFLRA Honoree Award ausgezeichnet.